# Soulsonic Force
Soulsonic Force, ou Afrika Bambaataa and the Soulsonic Force, est un groupe de hip-hop et d'electro-funk américain, originaire de New York. Il est formé par Afrika Bambaataa au début des années 1980. Il a participé au développement du hip-hop avec des titres comme Planet Rock ainsi qu'à la naissance du mouvement electro aux États-Unis.

## Biographie
En 1982, Soul Sonic Force et Afrika Bambaataa publient un single intitulé Planet Rock. La chanson s'inspire des modèles musicaux de l'electropop allemande, du rock britannique et du rap disco afro-américain. Tous les différents éléments et les styles musicaux sont mélangés ensemble, et, ce faisant, offrent le hip-hop comme une nouvelle vision de l'harmonie mondiale. La chanson devient un succès immédiat et a pris d'assaut les charts à travers le monde.
En 1986, le groupe publie son premier album, Planet Rock: The Album, qui atteint les classements musicaux américains.
Leurs chansons les plus connues sont Planet Rock, Looking For the Perfect Beat et Renegades of Funk (qui est l'une des premières chansons de rap politique aux côtés de Grandmaster Flash & the Furious Five avec The Message).

## Discographie
- 1986 : Planet Rock: The Album
- 1996 : Lost Generation